# Байкал (Высокогорский район)
Байка́л — деревня в Высокогорском районе Татарстана.
Расположено на реке Казанка.

## История
Деревня основана в 1930-е годы.
Первоначально входила в Высокогорский район, с 1 февраля 1963 года, после упразднения Высокогорского района — в Пестречинский, с 12 января 1965 года вновь входит в состав Высокогорского района.

## Население
Численность населения — 27 человек.(2009).
Национальный состав — татары.